# Archilestes latialatus
Archilestes latialatus là loài chuồn chuồn trong họ Lestidae. Loài này được Donnelly mô tả khoa học đầu tiên năm 1981.